# Euphonia fulvicrissa
Euphonia fulvicrissa е вид птица от семейство Чинкови (Fringillidae).

## Разпространение
Видът е разпространен в Еквадор, Колумбия и Панама.